# Южское городское поселение
Ю́жское городско́е поселе́ние — муниципальное образование в Южском районе Ивановской области Российской Федерации.
Административный центр — город Южа.
Муниципальное образование включено в перечень муниципальных образований с наиболее сложным социально-экономическим положением.

## Географические данные
- Общая площадь: 143,86 км²
- Расположение: юго-восточная часть Южского района
- Граничит:
  - на севере и востоке — с Мугреево-Никольским сельским поселением
  - на северо-западе — с Хотимльским сельским поселением
  - на западе и юго-западе — с Холуйским сельским поселением
  - на юге — с Мостовским сельским поселением

## История
Образовано 25 февраля 2005 года, в соответствии с Законом Ивановской области N 53-ОЗ «О городском и сельских поселениях в Южском муниципальном районе».

## Население
| 2002    | 2010    | 2011    | 2012    | 2013    | 2014    | 2015    | 2016    | 2017    |
| ------- | ------- | ------- | ------- | ------- | ------- | ------- | ------- | ------- |
| 16 331  | ↘14 771 | ↘14 719 | ↘14 398 | ↘14 118 | ↘13 944 | ↘13 777 | ↘13 583 | ↘13 383 |
| 2018    | 2019    | 2020    | 2021    |         |         |         |         |         |
| ↘13 128 | ↘12 888 | ↘12 736 | ↗13 409 |         |         |         |         |         |

## Состав городского поселения
| № | Населённый пункт | Тип населённого пункта        | Население |
| - | ---------------- | ----------------------------- | --------- |
| 1 | Костяево         | деревня                       | ↘31       |
| 2 | Нефёдово         | деревня                       | ↗334      |
| 3 | Реброво          | деревня                       | ↘72       |
| 4 | Тарантаево       | деревня                       | ↘48       |
| 5 | Южа              | город, административный центр | ↗12 957   |
| 6 | Южа              | село                          | ↘116      |

## Местное самоуправление
Администрация городского поселения находится по адресу: 155630, Ивановская область, г. Южа, ул. Советская, д. 23.
Глава администрации — Е.П. Хромова  Архивная копия от 12 ноября 2014 на Wayback Machine.